# 吉姆·贾斯蒂斯
詹姆斯·康利·贾斯蒂斯二世（1951年4月27日—）是美国商人和政治人物，现为西弗吉尼亚州当选联邦参议员。作为共和党成员，他自2017年起担任西弗吉尼亚州第36任州长。贾斯蒂斯曾是亿万富翁，但截至2021年，他的净资产已缩水至5.133亿美元。他继承了父亲的煤矿企业，该企业下辖94家公司，其中包括格林布赖尔度假村。这是一座位于白硫磺泉镇的奢华度假村，也是国家历史地标。
2015年，贾斯蒂斯宣布参加2016年西弗吉尼亚州州长选举。尽管在竞选州长前已是注册的共和党成员，但他选择以民主党人的身份参选并击败了共和党候选人比尔·科尔。不过在上任不到七个月的时候，贾斯蒂斯在一次与美国总统唐纳德·特朗普的集会中宣布，他将重新加入共和党。在2020年州长选举中，他击败了民主党挑战者本·萨兰戈成功连任。
2023年4月27日，贾斯蒂斯宣布参加2024年西弗吉尼亚州联邦参议员选举，计划挑战现任民主党参议员乔·曼钦。2023年11月9日，尽管曼钦已提交连任的竞选文件，但他还是宣布将于任期结束时退休，从而导致该席位开缺。2024年5月14日，贾斯蒂斯在初选中击败了即将离任的联邦众议员亚历克斯·穆尼成为共和党提名人。在随后的大选中，他击败了民主党候选人、韦林市市长格伦·埃利奥特后成功当选。

## 早年生活及教育
詹姆斯·C·贾斯蒂斯二世出生于西弗吉尼亚州查尔斯顿，父母分别是詹姆斯·康利·贾斯蒂斯和埃德娜·鲁思·贾斯蒂斯（原姓佩里）。他在西弗吉尼亚州罗利县长大，1969年毕业于贝克利的伍德罗·威尔逊高中。最初他凭借高尔夫运动的体育奖学金进入田纳西大学，但后来转学到马歇尔大学。在马歇尔大学期间，他连续两年担任“雷霆猛兽”高尔夫队队长。他获得了马歇尔大学的学士学位以及工商管理硕士学位。

## 商业生涯
大学毕业后，贾斯蒂斯参与了家族的农业生意。他于1977年创办了蓝石农场，如今该农场经营着50,000英亩（约20,000公顷）的农田，是美国东海岸最大的粮食生产商。在此期间，他还开发了斯通尼布鲁克种植园，这是一片位于门罗县的15,000英亩的狩猎和钓鱼保护区。贾斯蒂斯曾七次荣获全国玉米种植冠军。1993年父亲去世后，贾斯蒂斯继承了蓝石工业公司和蓝石煤业公司的所有权。2009年，他将部分煤炭业务以5.68亿美元的价格卖给了俄罗斯梅切尔公司。2015年，由于煤价暴跌导致梅切尔关闭了一些矿井，贾斯蒂斯以500万美元的价格将这项业务买了回来。从梅切尔回购矿井后，贾斯蒂斯重新开设了多个矿井，并雇佣了200多名矿工。
贾斯蒂斯的煤矿公司曾因涉嫌安全违规和未缴税款而受到审查。2016年，NPR将他称为全国“最大的矿业安全失职者”。贾斯蒂斯涉嫌欠政府数百万美元的=税款、未缴煤矿开采费用以及罚款。两起与债务相关的诉讼在2019年达成和解，并且在2020年贾斯蒂斯及其家族拥有的煤矿公司同意支付500万美元的安全违规罚款。
根据2020年ProPublica的一项调查显示，贾斯蒂斯已支付了超过1.28亿美元的判决及和解金，以偿还其企业未付的账目。2023年10月，联邦法院下令美国法警扣押并出售该公司的一架直升机，以支付债权人的800万美元判决。
据福布斯估计，截至2021年10月，贾斯蒂斯的净资产为5.133亿美元。贾斯蒂斯是超过50家公司的所有者或首席执行官，其中包括位于西弗吉尼亚州白硫磺泉的格林布賴爾渡假村，他于2009年以2050万美元收购该度假村，使其避免了破产的命运。
截至2014年，贾斯蒂斯在五个州拥有70个活跃的矿场。他的慈善事业包括捐赠将2500万美元用于詹姆斯·C·贾斯蒂斯国家童军营地（位于萨米特·贝克特尔保护区）、将500万美元捐赠给马歇尔大学，以及将1000万美元捐赠给克利夫兰诊所。贾斯蒂斯还发起了年度假日赠礼活动“梦想之树”，为需要帮助的孩子们送出价值超过100万美元的圣诞礼物。
在担任州长之前，贾斯蒂斯辞去了他所担任的所有执行官职务。他将格林布赖尔度假村交由女儿吉尔管理，将自己的矿业和农业企业交由儿子杰伊管理。他表示自己会将所有资产交由盲目信托管理，但由于资产的复杂性，这一过程需要一些时间。在2020年新冠疫情期间，贾斯蒂斯及其家族企业通过薪资保护计划获得了1100万至2400万美元的援助。他的格林布赖尔豪华度假村获得了500万至1000万美元的贷款。该公司在申请贷款时未做出保留岗位的承诺，如果格林布赖尔度假村未将至少60%的资金用于支付薪资，则必须偿还该笔贷款。

## 西弗吉尼亚州州长

### 选举

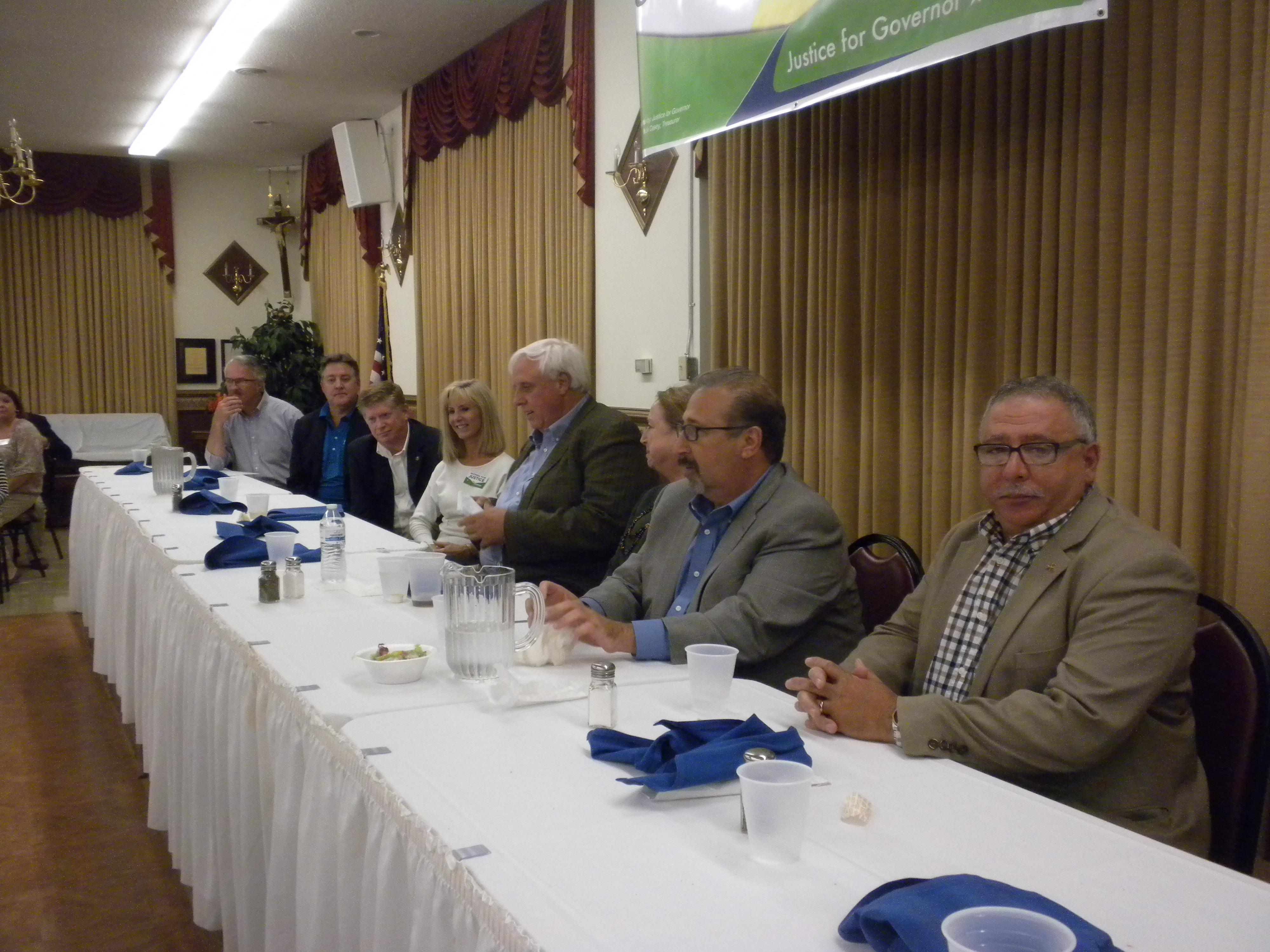
2016年9月，时任候选人的贾斯蒂斯（坐在左边第五位）在西弗吉尼亚州费尔蒙特

#### 2016年
2015年，贾斯蒂斯宣布作为民主党成员参加2016年西弗吉尼亚州州长选举。他曾是共和党注册党员，直到2015年2月才更改党籍。这是他首次竞选公职。贾斯蒂斯获得了矿工联合会的支持。
2016年5月，贾斯蒂斯赢得州长选举民主党提名。他在11月的大选中击败了共和党候选人比尔·科尔。

#### 2020年
2019年1月，贾斯蒂斯宣布参选连任。这次他以共和党成员身份参选，此前在2017年与唐纳德·特朗普总统的一次集会后更改了党籍。在共和党初选中，他击败了多位挑战者。
在决选竞选时，贾斯蒂斯重点介绍了他对新冠疫情的应对、该州的预算盈余以及他在药物滥用危机方面的工作。在选举日之前的几个月里，几项民意调查显示他以巨大优势领先于卡诺瓦县专员本·萨兰戈。2020年11月3日，他以超过63%的得票率击败了萨兰戈，而萨兰戈的得票率只有30%。凭此胜利，贾斯蒂斯成为自1996年塞西尔·安德伍德以来第一位赢得西弗吉尼亚州州长候选的共和党人，也是自1972年小阿奇·A·摩尔以来第一位赢得第二任期的共和党籍现任州长。
2016年支持贾斯蒂斯的美国矿工联合会在此次选举中支持萨兰戈，但贾斯蒂斯此番得到了西弗吉尼亚煤炭协会这一商人协会的支持。该协会称贾斯蒂斯“致力于保护矿工，增加煤炭产量，并探索利用煤炭生产新产品和创造下游就业机会的创新方法”。

### 州长任期

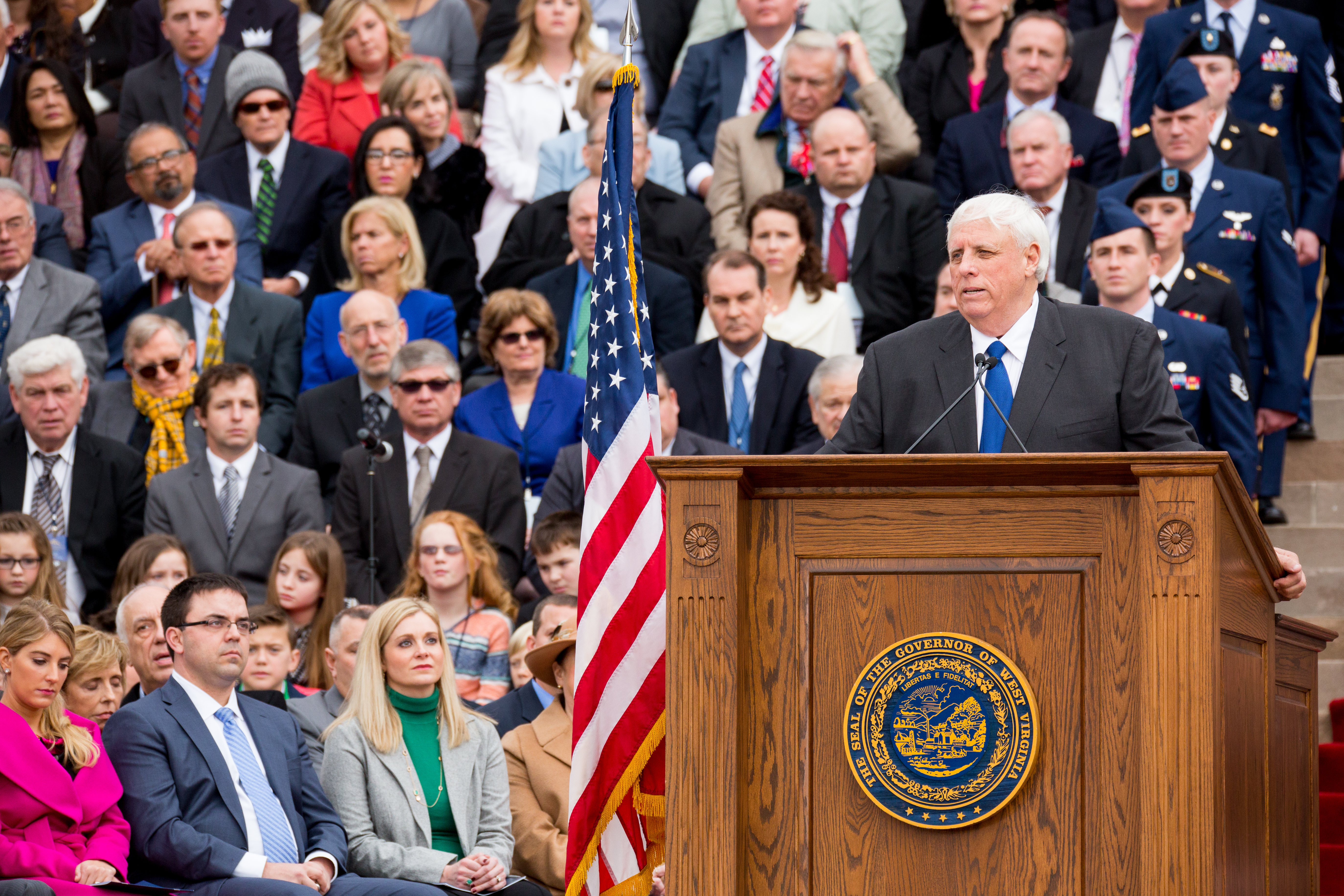
2017年1月，贾斯蒂斯出席就职典礼

贾斯蒂斯于2017年1月16日就任州长，他以使用生动的比喻和讽刺政治对手而闻名。
为了改善西弗吉尼亚州的预算状况，他提议通过将州收入提高450百万美元来实现这一目标，主要通过增加消费税、重新实施商业与职业税以及设立“富人税”。他还反对削减医疗和教育支出的计划。

## 个人生活
贾斯蒂斯在高中时遇到了他的妻子凯茜·贾斯蒂斯 (原姓科默)。他们有两名子女。贾斯蒂斯和他的妻子都是贝克利第一浸信会的成员，该教会是美北浸礼会的分支。